# Forsterinaria stella
Forsterinaria stella is een vlinder uit de onderfamilie Satyrinae van de familie Nymphalidae.
De voorvleugellengte van de imago bedraagt 23 tot 27 millimeter. De soort komt voor van Colombia en Ecuador tot het oosten van Peru en Bolivia.
De wetenschappelijke naam van de soort is voor het eerst geldig gepubliceerd door Hayward in 1957.